# Хартфордское соглашение
Хартфордское соглашение — соглашение, заключённое между Новыми Нидерландами и колонией Коннектикут 19 сентября 1650 года в Хартфорде.

## Предпосылки
В 1650 году голландский генерал-губернатор Новых Нидерландов Питер Стёйвесант прибыл в Хартфорд, чтобы договориться о границе с губернатором английской колонии Коннектикут Эдвардом Хопкинсом. Голландская колония испытывала всё возрастающее давление со стороны растущего числа английских колонистов на ее границах.

## Договор
Стёйвесант вёл переговоры о территориальных спорах с Коннектикутом (претензии Новой Голландии охватывали всю длину реки Коннектикут и далее на восток до залива Наррагансетт), чтобы получить чёткую границу на Лонг-Айленде. Они договорились о границе с Коннектикутом на расстоянии 50 голландских миль к западу от устья реки Коннектикут. На Лонг-Айленде граница должна была пройти на юг от самой западной точки Ойстер-Бей через современный округ Нассо. Договор был подписан 19 сентября.
На практике договор просто отражал фактическое положение дел на местах. Поселение голландской колонии группировалось вокруг реки Гудзон с изолированными торговыми пунктами на Коннектикуте (включая Форт-Хоп, который в настоящее время располагается на территории Хартфорда). Взрывной рост населения Новой Англии привёл к значительному росту числа английских поселений в долине реки Коннектикут, вдоль побережья пролива Лонг-Айленд и на Восточном Лонг-Айленде.

## Последствия
В Европе Голландская Вест-Индская компания одобрила договор, но английское правительство, которое отклонило все голландские притязания в Северной Америке как незаконные, этого не сделала. В Америке, однако, соглашение выполнялось непосредственно до английского завоевания Новых Нидерландов в 1664 году. Как следствие, сегодня граница между штатами Коннектикут и Нью-Йорк, а также между округами Нассау и Саффолк на Лонг-Айленде, проходит, с некоторыми незначительными корректировками, так, как было оговорено в 1650 году.